# فراس اسماعیل
فراس اسماعیل (عربی: فراس إسماعيل؛ زادهٔ ۳ ژانویهٔ ۱۹۸۳) یک بازیکن فوتبال اهل سوریه است.
از باشگاه‌هایی که در آن بازی کرده‌است می‌توان به الجیش سوریه، و باشگاه فوتبال الکرامه سوریه، و الجیش سوریهاشاره کرد.
وی همچنین در تیم‌های ملی فوتبال سوریه و آبخاز بازی کرده است.